# 城里町立桂中学校
城里町立桂中学校（しろさとちょうりつ かつらちゅうがっこう）は、茨城県東茨城郡城里町阿波山にある公立中学校。通称「桂中」（かつらちゅう）。

## 概要

### 教育目標
- 自ら学ぶ生徒 身体を鍛える生徒 自分に負けない生徒[2]

### 校訓
- ゆたけく たくましく 友情厚く[2]

## 沿革
- 1962年（昭和37年）
  - 4月1日 - 岩船中学校、圷中学校、沢山中学校を統合し、桂村立桂中学校として開校。統合3校を教場に充てる[3]。
  - 7月10日 - 帽章、バッチ、女子制服などを決める[3]。
  - 9月29日 - 校舎起工式を開催。この日（9月29日）を創立記念日に制定[1]。
- 1963年（昭和38年）7月3日 - 校舎を落成（3階建9教室）[3]。
- 1964年（昭和39年）
  - 4月1日 - 校舎を落成（9教室および管理室など）。教場を廃止し、実質統合。PTAが発足[3]。
  - 5月1日 - 校歌を制定[3]。
- 1965年（昭和40年）4月1日 - 特殊学級（現：特別支援学級）を開設[1]。
- 1966年（昭和41年）6月7日 - 体育館を落成[1]。
- 1971年（昭和46年）
  - 3月18日 - 校旗を制定[4]。
  - 8月12日 - プールを落成[4]。
- 1972年（昭和47年）
  - 4月1日 - テニスコートおよびバレーコートを設置[1]。友情の像を建立[5]。
  - 5月10日 - 校訓を制定[4]。
- 1973年（昭和48年）7月1日 - 体育部室および窯芸室を落成[1]。
- 1975年（昭和50年）10月3日 - 桂中ブラスバンドを結成[4]。
- 1977年（昭和52年）
  - 2月6日 - 桂中創立の碑を建立[4]。
  - 12月13日 - 校木（かつら）を制定[1]。
- 1982年（昭和57年）10月3日 - 創立20周年を記念し、記念式典・文化祭の開催や記念誌を発行[1]。
- 1996年（平成8年）3月24日 - 特別教室および柔剣道場を落成[1]。
- 2005年（平成17年）
  - 1月21日 - 新校舎を落成[5]。
  - 2月1日 - 町村合併により、「城里町立桂中学校」に改称[5]。
- 2017年（平成29年）3月1日 - 新屋内運動場を落成[6]。

## 施設
- 校舎
- 屋内運動場（体育館） - 2017年竣工の鉄筋コンクリート造一部鉄骨造2階建て。建築面積1,688.35平方メートル、延床面積1,598.64平方メートル。1966年竣工の旧体育館は、築40年以上が経過し、加えて2011年の東北地方太平洋沖地震を受けて改築が急務となったことから建設された[6]。基本設計は校舎と同じ横須賀満夫建築設計事務所が手掛けた[7]。
- グラウンド
- テニスコート
- 武道場
- 駐車場
- 駐輪場

## 学校行事
- 4月 - 始業式、入学式、新入生歓迎会
- 5月 - 修学旅行、生徒総会、体育祭
- 6月 - 総合体育大会
- 9月 - 新人体育大会
- 10月 - 終業式、始業式
- 11月 - 文化祭（桂龍祭）
- 1月 - 新入生保護者説明会
- 3月 - 3年生を送る会、卒業式、修了式、離任式

## 部活動
- サッカー部
- バスケ部（女子）
- 卓球部
- ソフトテニス部（女子）
- 吹奏楽部
- 陸上部（臨時部）
- 陸上部（臨時部）